# Lucas Biglia
Lucas Rodrigo Biglia zkráceně Lucas Biglia (* 30. ledna 1986, Mercedes, Buenos Aires, Argentina) je bývalý argentinský fotbalový záložník.

## Klubová kariéra
V Argentině hrál za Argentinos Juniors a CA Independiente. V červenci 2006 odešel do Evropy do belgického klubu RSC Anderlecht, kde podepsal čtyřletou smlouvu. S Anderlechtem vyhrál ligový titul, belgický fotbalový pohár i belgický Superpohár. V červenci 2013 přestoupil do italského celku SS Lazio, kde působil do léta 2017. 

V červenci 2017 odešel z Lazia do AC Milán.

## Reprezentační kariéra

### Mládežnické reprezentace
Zúčastnil se Mistrovství světa hráčů do 17 let 2003 ve Finsku, kde Argentina porazila v zápase o bronzovou medaili Kolumbii 5:4 v penaltovém rozstřelu.
Biglia získal s argentinským mládežnickým výběrem do 20 let titul na Mistrovství světa U20 2005 konaném v Nizozemsku. Ve finále porazila Argentina Nigérii 2:1, v týmu zářil Lionel Messi.

### A-mužstvo
Od roku 2011 je členem národního týmu Argentiny.
Byl členem argentinského kádru na domácím turnaji Copa América 2011, kde Argentina vypadla ve čtvrtfinále na penalty s pozdějším vítězem Uruguayí.
Trenér Alejandro Sabella ho nominoval na Mistrovství světa 2014 v Brazílii. S týmem postoupil až do finále proti Německu. V semifinále proti Nizozemsku došlo za stavu 0:0 na penalty. Ve finále Argentina prohrála 0:1 v prodloužení a získala stříbrné medaile.

## Přestupy[9]
- z CA Independiente do RSC Anderlecht za 3 000 000 Euro
- z RSC Anderlecht do SS Lazio za 8 400 000 Euro
- z SS Lazio do AC Milán za 19 700 000 Euro
- z AC Milán do Fatih Karagümrük SK zadarmo
- z Fatih Karagümrük SK do Başakşehir zadarmo

## Statistiky
| Sezóna                  | Klub                    | Liga                    | Liga   | Liga | Ligové poháry | Ligové poháry | Ligové poháry | Kontinentální poháry | Kontinentální poháry | Kontinentální poháry | Celkem | Celkem |
| Sezóna                  | Klub                    | Soutěž                  | Zápasy | Góly | Soutěž        | Zápasy        | Góly          | Soutěž               | Zápasy               | Góly                 | Zápasy | Góly   |
| ----------------------- | ----------------------- | ----------------------- | ------ | ---- | ------------- | ------------- | ------------- | -------------------- | -------------------- | -------------------- | ------ | ------ |
| 2003/04                 | Argentinos Juniors      | Primera División        | 2      | 0    | -             | 0             | 0             | -                    | 0                    | 0                    | 2      | 0      |
| 2004/05                 | Argentinos Juniors      | Primera División        | 15     | 1    | -             | 0             | 0             | -                    | 0                    | 0                    | 15     | 1      |
| Celkem za Argentinos    | Celkem za Argentinos    | Celkem za Argentinos    | 17     | 1    | -             | 0             | 0             | -                    | 0                    | 0                    | 17     | 1      |
| 2005                    | Independiente           | Primera División        | 11     | 0    | -             | 0             | 0             | -                    | 0                    | 0                    | 11     | 0      |
| 2005/06                 | Independiente           | Primera División        | 38     | 0    | -             | 0             | 0             | -                    | 0                    | 0                    | 38     | 0      |
| Celkem za Independiente | Celkem za Independiente | Celkem za Independiente | 49     | 0    | -             | 0             | 0             | -                    | 0                    | 0                    | 49     | 0      |
| 2006/07                 | Anderlecht              | Pro League              | 33     | 1    | BP+BS         | 6+1           | 0+0           | LM                   | 6                    | 0                    | 46     | 1      |
| 2007/08                 | Anderlecht              | Pro League              | 30     | 1    | BP+BS         | 7+1           | 0+0           | LM+UEFA              | 2+10                 | 0                    | 50     | 1      |
| 2008/09                 | Anderlecht              | Pro League              | 30+2   | 2    | BP+BS         | 1+1           | 0+0           | LM                   | 1                    | 1                    | 35     | 3      |
| 2009/10                 | Anderlecht              | Pro League              | 25+9   | 1    | BP            | 2             | 1             | LM+EL                | 3+9                  | 0+2                  | 48     | 4      |
| 2010/11                 | Anderlecht              | Pro League              | 21+5   | 0    | BP+BS         | 1+1           | 0+0           | LM+EL                | 2+5                  | 0                    | 35     | 0      |
| 2011/12                 | Anderlecht              | Pro League              | 21+9   | 2    | BP            | 1             | 0             | EL                   | 7                    | 0                    | 38     | 2      |
| 2012/13                 | Anderlecht              | Pro League              | 27+9   | 4+1  | BP+BS         | 4+1           | 0+0           | LM                   | 10                   | 0                    | 51     | 5      |
| Celkem za Anderlecht    | Celkem za Anderlecht    | Celkem za Anderlecht    | 187+34 | 11+1 | -             | 27            | 1             | -                    | 55                   | 3                    | 303    | 16     |
| 2013/14                 | Lazio                   | Serie A                 | 26     | 2    | IP+IS         | 1+1           | 0+0           | EL                   | 4                    | 0                    | 32     | 2      |
| 2014/15                 | Lazio                   | Serie A                 | 27     | 3    | IP            | 4             | 1             | -                    | 0                    | 0                    | 31     | 4      |
| 2015/16                 | Lazio                   | Serie A                 | 27     | 4    | IP+IS         | 2+1           | 0+0           | LM+EL                | 1+5                  | 0+1                  | 36     | 5      |
| 2016/17                 | Lazio                   | Serie A                 | 29     | 4    | IP            | 5             | 1             | -                    | 0                    | 0                    | 34     | 5      |
| Celkem za Lazio         | Celkem za Lazio         | Celkem za Lazio         | 109    | 13   | -             | 14            | 2             | -                    | 10                   | 1                    | 133    | 16     |
| 2017/18                 | Milán                   | Serie A                 | 28     | 1    | IP            | 4             | 0             | EL                   | 5                    | 0                    | 37     | 1      |
| 2018/19                 | Milán                   | Serie A                 | 16     | 1    | IP+IS         | 1+0           | 0+0           | EL                   | 2                    | 0                    | 19     | 1      |
| 2019/20                 | Milán                   | Serie A                 | 14     | 0    | IP            | 0             | 0             | -                    | 0                    | 0                    | 14     | 0      |
| Celkem za Milán         | Celkem za Milán         | Celkem za Milán         | 58     | 2    | -             | 5             | 0             | -                    | 7                    | 0                    | 70     | 2      |
| 2020/21                 | Karagümrük              | Süper Lig               | 35     | 3    | TP            | 0             | 0             | -                    | 0                    | 0                    | 35     | 3      |
| 2021/22                 | Karagümrük              | Süper Lig               | 33     | 1    | TP            | 4             | 1             | -                    | 0                    | 0                    | 37     | 2      |
| Celkem za Karagümrük    | Celkem za Karagümrük    | Celkem za Karagümrük    | 68     | 4    | -             | 4             | 1             | -                    | 0                    | 0                    | 72     | 5      |
| 2022/23                 | Başakşehir              | Süper Lig               | 25     | 0    | TP            | 5             | 0             | EKL                  | 12                   | 0                    | 42     | 0      |
| Celkově                 | Celkově                 | Celkově                 | 522    | 32   | -             | 52            | 4             | -                    | 72                   | 4                    | 646    | 40     |

## Úspěchy

### Klubové
- 4× vítěz belgické ligy (2006/07, 2009/10, 2011/12, 2012/13)
- 1× vítěz belgického poháru (2007/08)
- 4× vítěz belgického superpoháru (2006, 2007, 2010, 2012)

### Reprezentační
- 2× na MS (2014 - stříbro, 2018)
- 3× na CA (2011, 2015 - stříbro, 2016 - stříbro)
- 1× na MS 20 (2005 - zlato)
- 1x na MJA 20 let (2005 - bronz)